# Namrata Shrestha
Namrata Shrestha (Dharan, 14 giugno 1986) è una modella e attrice nepalese, nota per i ruoli interpretati in film nepalesi tra cui il film romantico "November Rain" e "Mero Euta Saathi Chha". È stata la vincitrice del National Film Award ed è ben nota per le sue apparizioni come modella in video musicali e produzioni teatrali nepalesi.

## Biografia
Sin da giovane ha nutrito la sua passione per la musica, la danza e la recitazione. Negli studi ha conseguito un bachelor's degree in economia e commercio al St. Xavier's College di Katmandu, più tardi, spinta dalle sue passioni, ha conseguito un bachelor's degree in scienze dei media al KIST College.

### Carriera
Nel 2008, Shrestha ha debuttato come attrice cinematografica nella commedia romantica di Alok Nembang "Sano Sansar", dove ha recitato insieme a Karma Shakya, Jiwan Luitel e Neer Shah. Il film segue Ravi (interpretato da Karma Shakya) e Reetu (interpretata da Shrestha) che sono buoni amici online; tuttavia entrambi hanno la sensazione di odiarsi a vicenda nella vita reale. Il film è stato influenzato dal film coreano "My Sassy Girl" del 2001  e dal film americano "C'è posta per te" del 1998. In un'intervista ha rivelato che "[...] ho fatto Sano Sansar, il mio primo film, senza alcuna formazione, e ho fatto molta strada [...]".
Nel 2010 è apparsa in due film. Ha avuto un cameo nel film First Love e come sponsor in un cortometraggio per HIV Aids Awareness. Più tardi quell'anno ha debuttato nel suo primo spettacolo teatrale, Jalpari. Nel 2011 ha recitato come protagonista nel ruolo di Carol nella produzione teatrale di Oleanna.
Nel 2013 è apparsa nel film nepalese "Chhadke" insieme a Saugat Malla, Daya Hang Rai e Robin Tamang. Il film, diretto dal debuttante Nigam Shrestha, ha avuto recensioni negative anche se nel complesso è stato un successo commerciale. Shrestha ha interpretato il personaggio di Soli, una giovane donna aggressiva coinvolta in una gang locale.
Nel settembre 2013, è stato pubblicato Maun, in cui entrambi i personaggi principali, tra cui Shrestha, sono sordi e muti. Shrestha ha dovuto imparare la lingua dei segni.
Nel 2014 Shrestha è stata scelta per recitare al fianco di Aaryan Sigdel come coppia sullo schermo per il film romantico di successo intitolato November Rain.
Nel 2015 ha recitato nel film Soul Sister. Shrestha ha interpretato un doppio personaggio nel film e ha cantato la canzone nepalese "Bistarai Bistarai Bistarai". Il suo canto è stato molto acclamato, anche se il film è stato un flop.
Nel 2016 ha recitato nel film Classic, sempre al fianco di Aryan Sigdel.
Shrestha è apparsa sulle copertine di Navyaata, Wave, VOW e altre riviste. È stata anche descritta sul portale nepalese di intrattenimento CyberSansar.

## Filmografia

### Cinema
- Sano Sansar, regia di Alok Nembang (2008)
- Mero Euta Saathi Cha, regia di Sudarshan Thapa (2009)
- First Love, regia di Simosh Sunuwar (2010)
- Miss U, regia di Suresh Darpan Pokharel (2012)
- Chhadke, regia di Nigam Shrestha (2013)
- Maun, regia di Suraj Bhushal (2013)
- Megha, regia di Samjhana Upreti Rauniar (2014)
- November Rain, regia di Dinesh Raut (2014)
- Tandav, regia di Murray Kerr (2014)
- Soul Sister (2015)
- Adhakatti (2015)
- Sambhodhan, regia di Hem Raj B.C. (2015)
- Homework, regia di Nirak Poudel (2016)
- Classic, regia di Dinesh Raut (2016)
- Parva, regia di Dinesh Raut (2017)
- Prasad, regia di Dinesh Raut (2018)
- Rudane, regia di Bikash Dhakal e Amit Kishor Subedi (2018)
- Xira, regia di Ashutosh Raj Shrestha (2019)

### Cortometraggi
- HIV Aids Awareness – cortometraggio (2010)

### Serie TV
- Pokhara.com – serie TV, episodio 1x19, 1x26 (2003)

## Apparizioni teatrali
- Jalpari, nel ruolo di Jalpari – basato sulla commedia La donna del mare (2009)[5]
- Oleanna, nel ruolo di Carol (2011)[6]
- Yerma, nel ruolo di Yerma (2014)
- Golden Boy, nel ruolo di Golden Boy (2017)

## Riconoscimenti
- Dcine Awards
  - 2016 – Miglior attrice per Classic[1][14]
  - 2019 – Miglior attrice per Prasad
- FAAN Awards
  - 2016 – Miglior attrice per Classic[15]
- INFA Awards (Hong Kong)
  - 2014 – Miglior attrice per Maun[1][16][17]
- LG Film Awards
  - 2016 – Miglior attrice per Classic[18]
- NEFTA Awards
  - 2015 – Candidatura come miglior attrice per November Rain[19]
  - 2015 – Candidatura come miglior attrice popolare dell'anno per November Rain[19]
- NFDC Award
  - 2016 – Miglior attrice per Classic[1][20]